# Minsk
Minsk (bělorusky: původně: Менск (do roku 1939); oficiálně: Мінск; ukrajinsky: Мінськ; rusky: Минск; polsky: Mińsk (Litewski)) je hlavní a největší město Běloruska. V Minsku žijí na ploše 409,5 km² přibližně 2 miliony obyvatel. Město se administrativně dělí na 9 obvodů (rajónů). Hustota zalidnění činí asi 7030 obyvatel na 1 km2. Město je hlavním hospodářským i kulturním centrem Běloruska a sídelním městem Společenství nezávislých států.

## Geografie
Minsk leží v mírně zvlněné a lesnaté krajině ve střední části Běloruska; průměrná nadmořská výška je 280 m, průměrné roční srážky 646 mm. Minsk je křižovatkou hlavních dopravních tepen východní Evropy.
V rámci územního dělení Běloruska má zvláštní status a je centrem Minské oblasti (Мінская вобласць) a Minského rajonu (Менскі раён). Minsk leží na řekách Svislač a Njamiha (Няміга) na 53°54'8” s. š. a 27°33'41” v. d.

## Historie

### Středověk
První zmínka o Minsku je z roku 1067. V roce 1326 se Minsk stal součástí Velkovévodství litevského a roku 1499 získal městská práva. Od roku 1569 byl hlavním městem Minského vojvodství v Republice obou národů. Na začátku 18. století jej zničili Švédové. Jako důsledek tzv. druhého dělení Polska byl roku 1793 anektován Ruskem.

### Sovětská éra
Po druhé světové válce, během níž jej okupovali tři roky Němci, byl sice Minsk přestavěn, ne však ale rekonstruován, jako jiná města. Ruiny staletých starých domů ustoupily stalinistické architektuře – objevily se tak velké bulváry a velkolepé budovy. Díky rozvoji průmyslu město zaznamenalo velký růst. Již v roce 1972 překročilo 1 milion obyvatel, o dalších čtrnáct let později to bylo 1,5 milionu. Noví obyvatelé Minsku byli většinou venkované z celého Běloruska, kteří se sem nastěhovali za prací. Pro ně tak vznikla velká panelová sídliště; město několikrát muselo posouvat své hranice.
V dubnu a květnu roku 1991 zde probíhaly masové demonstrace na podporu politických a ekonomických požadavků při přestavbě skomírajícího Sovětského svazu. Od prosince téhož roku zde sídlí koordinační orgány SNS.

### Nová doba
Během 90. let a po pádu SSSR se Minsk začal měnit. Stal se hlavním městem země, vznikla nová velvyslanectví, z budov bývalých úřadů SSR se staly úřady vládní. V 90. letech také došlo v zemi k ekonomické krizi, která město poznamenala. Muselo být zastaveno mnoho velkých projektů, objevila se nezaměstnanost. Od začátku 21. století však investic opět přibývá; staví se nové obytné domy, silnice i metro. Většinu těchto aktivit vykonává vláda, jelikož soukromý sektor není vzhledem k politické situaci dostatečně rozvinut a je omezován.

## Hospodářství

### Průmysl
Minsk je hlavním průmyslovým centrem Běloruska. Ve městě se nachází přes 250 továren a elektráren. Jeho průmyslový vývoj, který začal v 60. letech 19. století, byl následně podpořen výstavbou železnice, která proběhla v letech 70. Většina průmyslového vybavení města byla ale zničena během první. a zejména druhé světové války.
Po válce byl rozvoj města spojen s rozvojem průmyslu, zejména odvětví spojených s vědou a výzkumem. Minsk se stal hlavním centrem strojírenství (zejména výroby dopravních prostředků), chemického průmyslu (gumárenství) a elektrotechniky (výroba televizí, rozhlasových přijímačů). Kromě těchto klíčových oborů zde došlo také k rozvoji zpracovatelského, potravinářského a textilního průmyslu. K nejznámějším podnikům patří MAZ (Minský automobilový závod) nebo MTZ (Minský traktorový závod). Tyto závody jsou věhlasné výrobou osobních i nákladních automobilů, autobusů, ale i tramvají, trolejbusů, zemědělské techniky atd. Jejich filiálky jsou po celé zemi.
Během sovětských dob byl rozvoj průmyslu úzce svázán s dodavateli a odběrateli z SSSR, což vedlo po rozpadu svazu v roce 1991 k vážným ekonomickým problémům. Po přijetí neokeynesiánských opatření Alexandra Lukašenka v roce 1995 byla ale většina průmyslové produkce obnovena. Díky tomu neprošel Minsk v 90. letech 20. století masivní vlnou deindustrializace jako ostatní města SNS a východní Evropy. Kolem 40 % ekonomicky aktivního obyvatelstva je stále zaměstnáno ve strojírenském průmyslu. Přes 70% produkce je exportováno, především do Ruska a ostatních členských států SNS. Oživení průmyslové výroby nevedlo ale k obnově vybavení (mj. v důsledku odrazování zahraničních investorů), proto není průmysl příliš konkurenceschopný na mezinárodním trhu.

## Administrativní dělení
Současné administrativní členění Minsku bylo ustanoveno v roce 1938 v souvislosti s výrazným nárůstem počtu obyvatel (218 tisíc obyvatel). Usnesení Výkonného výboru BSSR ze dne 17. března 1938 byl vytvořen Stalinský rajón (od 2. listopadu 1961 Zavodzký rajón), Varašylaŭský rajón (od 2. listopadu Sovětský rajón) a Kahanovický rajón (od 20. července 1957 Kastryčnický rajón). Moderní město je rozděleno do 9 administrativních rajónů (čtvrtí):

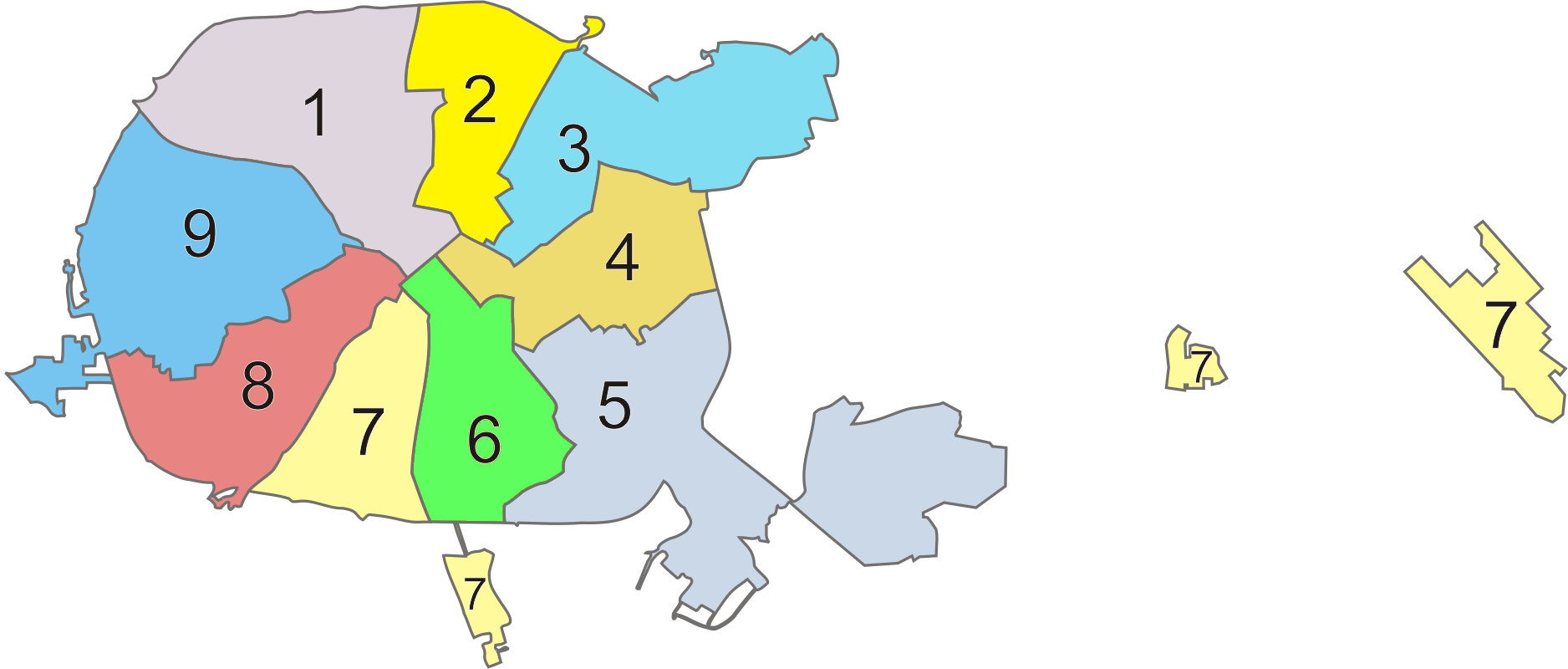
Administrativní dělení města

1. Centrální rajón (Цэнтральны раён)
2. Sovětský rajón (Савецкі раён)
3. Pěršamajský rajón (Першамайскі раён)
4. Partyzánský rajón (Партызанскі раён)
5. Zavodzký rajón (Заводзкі раён)
6. Leninský rajón (Ленінскі раён)
7. Kastryčnický rajón (Кастрычніцкі раён)
8. Maskoŭský rajón (Маскоўскі раён)
9. Frunzenský rajón (Фрунзэнскі раён)

## Podnebí
Mírné přechodné mezi kontinentálním a oceánským. Nejnižší naměřená teplota byla -39,1 °C a naopak nejvyšší 35,8 °C.
| Minsk – podnebí             | Minsk – podnebí | Minsk – podnebí | Minsk – podnebí | Minsk – podnebí | Minsk – podnebí | Minsk – podnebí | Minsk – podnebí | Minsk – podnebí | Minsk – podnebí | Minsk – podnebí | Minsk – podnebí | Minsk – podnebí | Minsk – podnebí |
| Období                      | leden           | únor            | březen          | duben           | květen          | červen          | červenec        | srpen           | září            | říjen           | listopad        | prosinec        | rok             |
| --------------------------- | --------------- | --------------- | --------------- | --------------- | --------------- | --------------- | --------------- | --------------- | --------------- | --------------- | --------------- | --------------- | --------------- |
| Nejvyšší teplota [°C]       | 10,3            | 13,6            | 18,9            | 28,8            | 30,9            | 32,5            | 35,0            | 35,8            | 31,0            | 24,7            | 16,0            | 11,1            | 35,6            |
| Průměrné denní maximum [°C] | −2,1            | −1,4            | 3,8             | 12,2            | 18,7            | 21,5            | 23,6            | 17,5            | 12,1            | 6,6             | 2,9             | −1,2            | 10,6            |
| Průměrná teplota [°C]       | −4,5            | −4,4            | 0,0             | 7,2             | 13,3            | 16,4            | 18,5            | 17,5            | 12,1            | 6,6             | 0,6             | −3,4            | 6,7             |
| Průměrné denní minimum [°C] | −6,7            | −7,0            | −3,3            | 2,6             | 8,1             | 11,7            | 13,8            | 12,8            | 8,2             | 3,6             | −1,3            | −5,5            | 3,1             |
| Nejnižší teplota [°C]       | −39,1           | −35,1           | −30,5           | −18,4           | −5,0            | 0,0             | 4,3             | 1,7             | −4,7            | −12,9           | −20,4           | −30,9           | −39,1           |
| Průměrné srážky [mm]        | 45              | 39              | 44              | 42              | 65              | 89              | 89              | 68              | 60              | 52              | 48              | 49              | 690             |
| Zdroj: 2017-08-26           |                 |                 |                 |                 |                 |                 |                 |                 |                 |                 |                 |                 |                 |

## Vysoké školství
V dnešním Bělorusku mají asi 32 univerzit, z toho 12 se nachází právě v Minsku.
Mezi nejznámější patří Běloruská státní technická univerzita, Běloruská státní lékařská univerzita nebo víceoborová  Běloruská státní univerzita.

## Sport
Ve městě je velké množství hokejových klubů. Mezi nejznámější patří:
- HK Dinamo Minsk

Ve městě se konalo mnoho sportovních akcí. Mezi nejvýznamnější patří:
- Mistrovství světa v ledním hokeji 2014
- Evropské hry 2019

## Doprava
Minsk je jedním z hlavních dopravních uzlů východní Evropy. Železniční tratě odtud vycházejí sice jen do 4 směrů, jde však o hlavní evropské magistrály ve směru jihozápad - severovýchod (Berlín - Varšava - Brest - Minsk - Orša - Smolensk - Moskva) a severozápad - jihovýchod (Riga - Vilnius - Maladzečna - Minsk - Homel - Kyjev). Ve stejných směrech vedou i hlavní silniční tahy, přičemž další významné silnice vedou na Sluck a Polock, resp. Vitebsk. Silnice a dálnice ve městě jsou v dobrém stavu. V Minsku se nachází již nepoužívané mezinárodní letiště Minsk-1, zhruba 40 km od centra města pak leží vnitrostátní letiště Minsk-2, otevřené roku 1992. Hlavním osobním nádražím je Minsk Passažyrskij.

### Městská doprava
Městskou hromadnou dopravu v Minsku tvoří metro, autobusy, trolejbusy a tramvaje. Minské metro má v současné době 20 stanic; do roku 2015 by jich mělo být již 25, konečný počet by pak měl činit 48 stanic. Městská hromadná doprava disponuje 8 tramvajovými linkami s 50 zastávkami a 70 trolejbusovými linkami s 330 zastávkami.

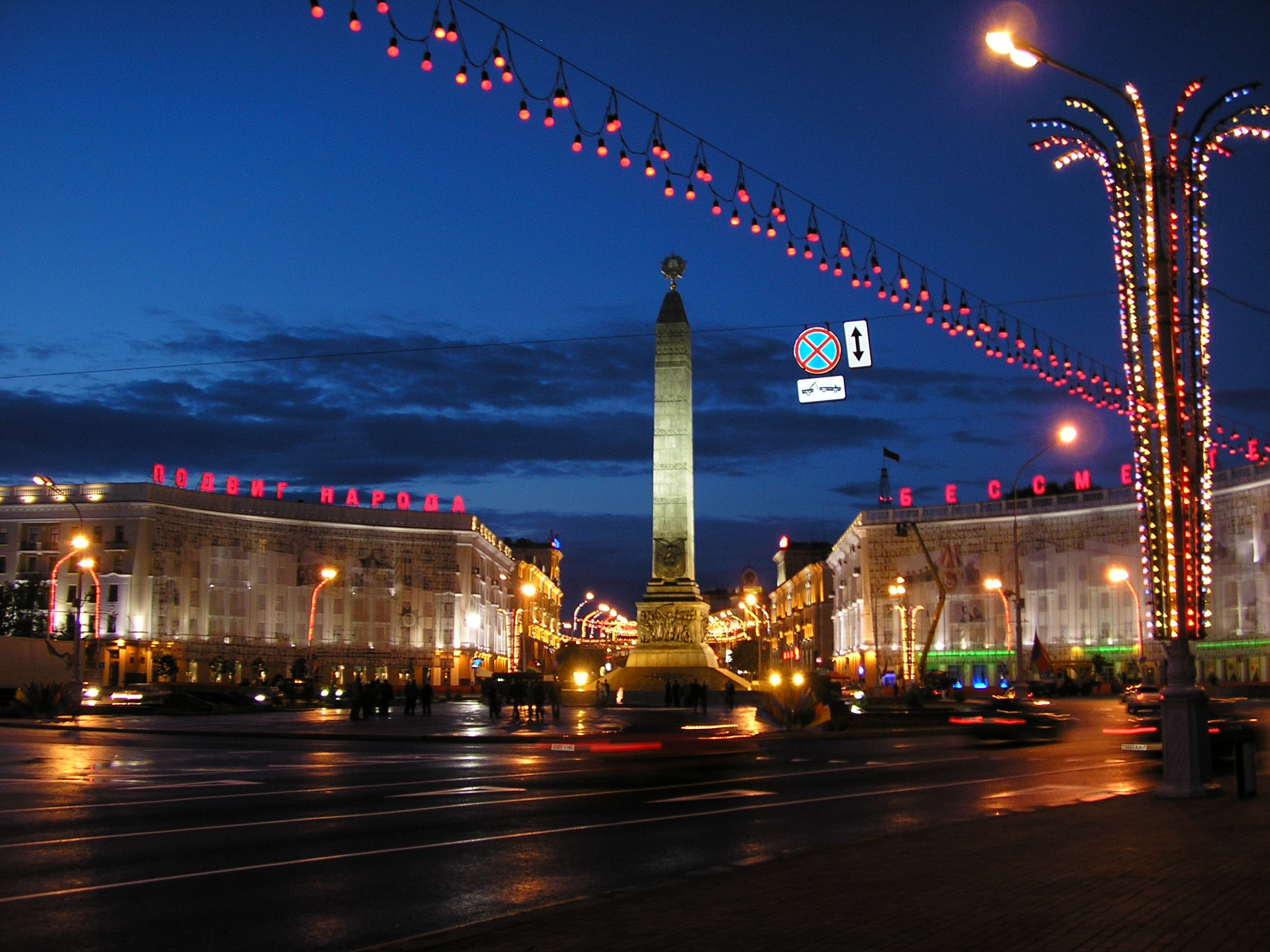
Vítězné náměstí, centrum Minsku

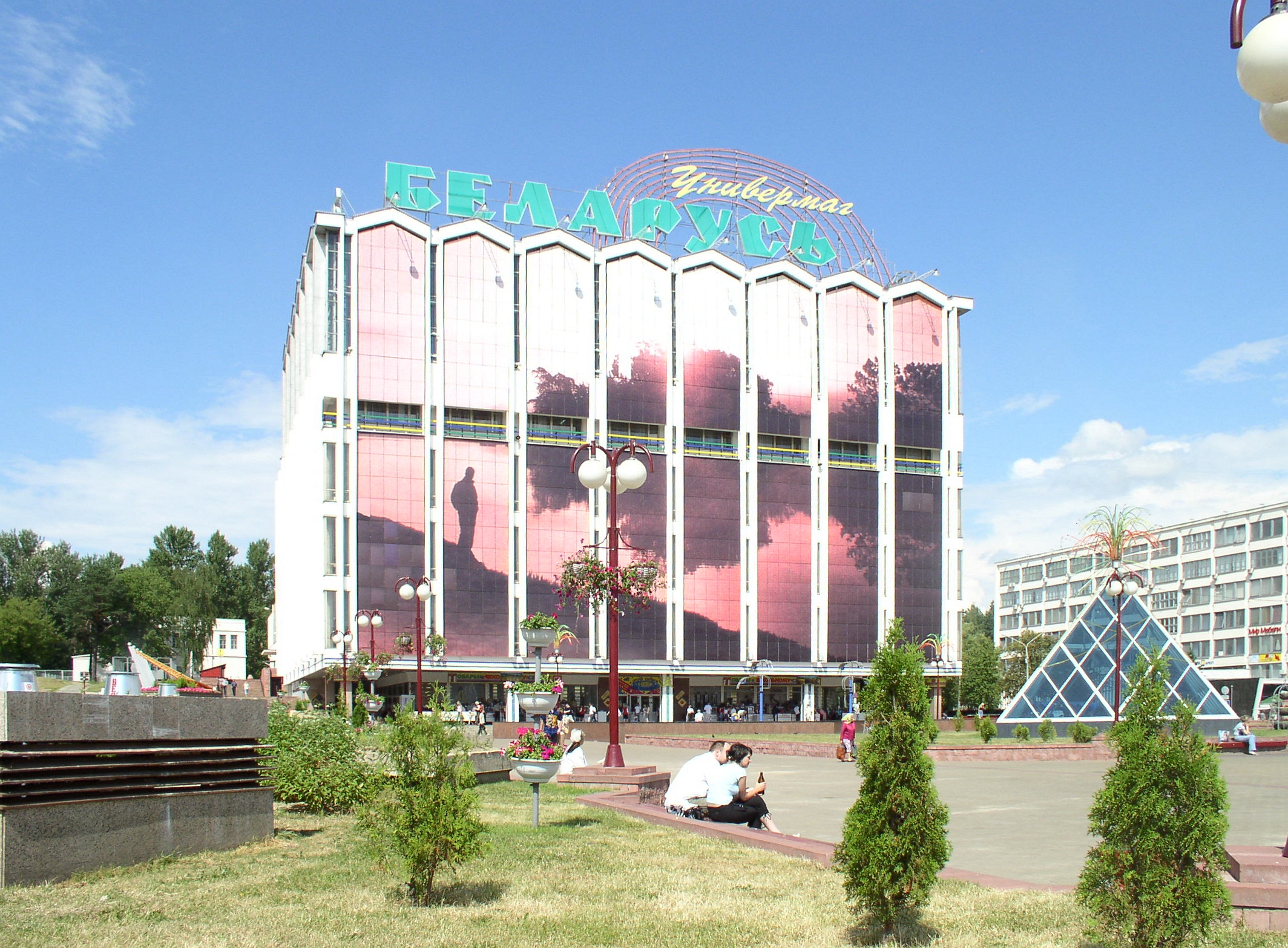
Obchodní dům Belarus

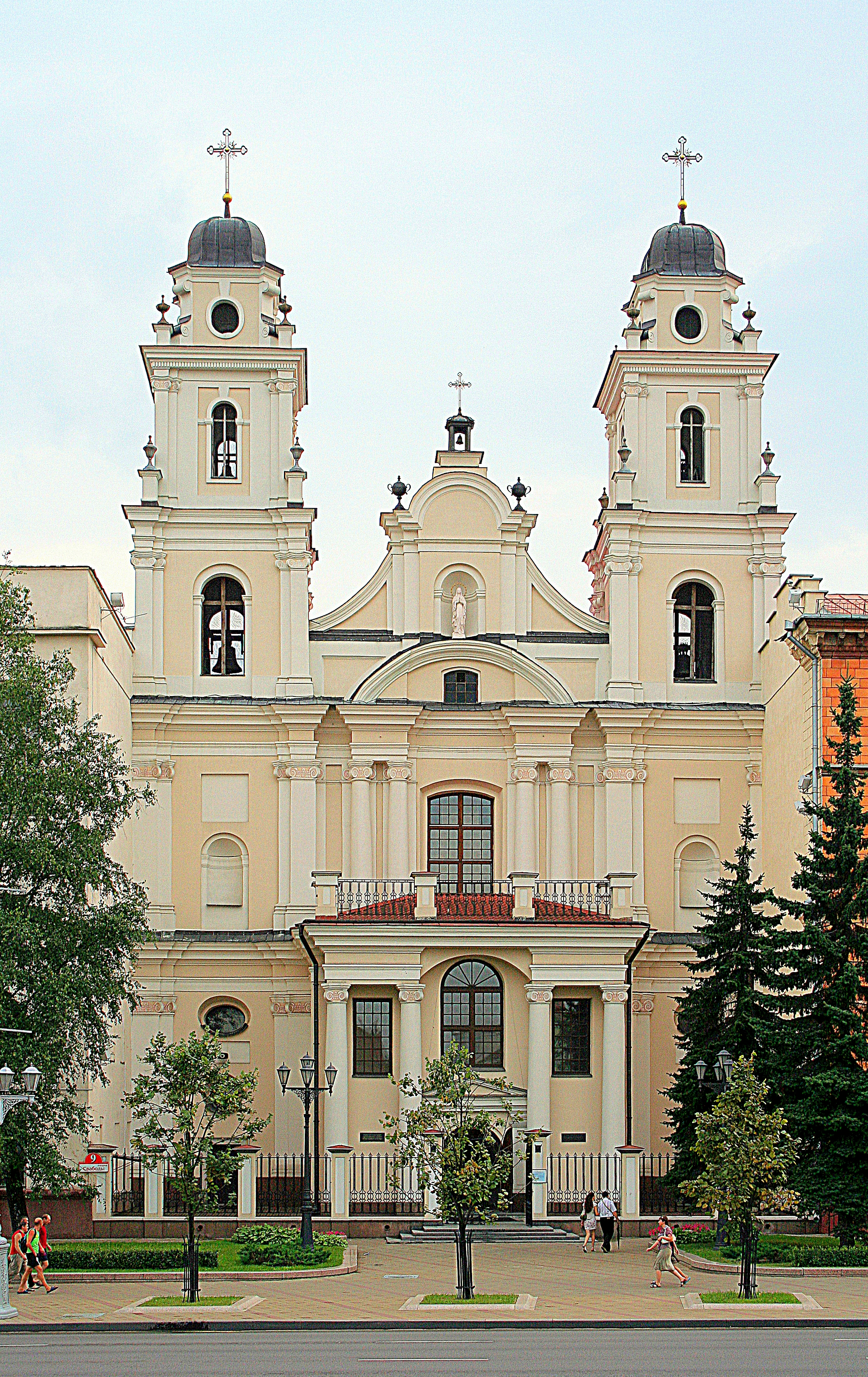
Chrám Panny Marie

## Slavní rodáci
- Maksim Bahdanovič (1891–1917), spisovatel, novinář a literární kritik, zakladatel běloruské poezie
- Nataša Zverevová (* 1971), bývalá profesionální tenistka, bývalá světová jednička ve čtyřhře
- Vitalij Ščerbo (* 1972), bývalý sportovní gymnasta
- Světlana Boginská (* 1973), bývalá sportovní gymnastka, trojnásobná olympijská zlatá medailistka
- Vladimir Samsonov (* 1976), bývalý profesionální stolní tenista
- Max Mirnyj (* 1977), bývalý profesionální tenista, olympijský vítěz ve smíšené čtyřhře z LOH 2012
- Olga Barabanščikovová (* 1979), bývalá profesionální tenistka
- Saša Filipenko (* 1984), spisovatel, novinář a opoziční aktivista
- Alexandra Herasimenjová (* 1985), bývalá plavkyně, trojnásobná olympijská medailistka
- Alexander Rybak (* 1986), norský zpěvák-písničkář, houslista, skladatel a klavírista běloruského původu
- Darja Domračevová (* 1986), bývalá biatlonistka a trojnásobná olympijská vítězka ze ZOH 2014
- Maryna Arzamasavová (* 1987), atletka, běžkyně, mistryně Evropy i Světa v běhu na 800m
- Olga Govorcovová (* 1988), profesionální tenistka
- Viktoria Azarenková (* 1989), profesionální tenistka, bývalá světová jednička, olympijská vítězka a bronzová medailistka z LOH 2012
- Jegor Gerasimov (* 1992), profesionální tenista
- Marina Zujevová (* 1992), rychlobruslařka
- Hanna Husková (* 1992), akrobatická lyžařka, dvojnásobná olympijská medailistka
- Aljaksandra Sasnovičová (* 1994), profesionální tenistka
- Ilja Ivaška (* 1994), profesionální tenista
- Iryna Šymanovičová (* 1997), profesionální tenistka
- Věra Lapková (* 1998), profesionální tenistka
- Aryna Sabalenková (* 1998), profesionální tenistka

## Partnerská města
Minsk navázal přátelské vztahy s mnoha partnerskými městy v různých zemích:
- Káthmándú, Nepál
- Belo Horizonte, Brazílie
- Bengalúru, Indie
- Madrid, Španělsko
- Detroit, Spojené státy americké
- Eindhoven, Nizozemsko
- Lyon, Francie
- Murmansk, Rusko
- Nottingham, Spojené království
- Novosibirsk, Rusko
- Sendai, Japonsko
- Postupim, Německo
- Bakersfield, Kalifornie, Spojené státy americké
- Jerevan, Arménie
- Teherán, Írán
- Ankara, Turecko